# Paulo Sérgio Machado

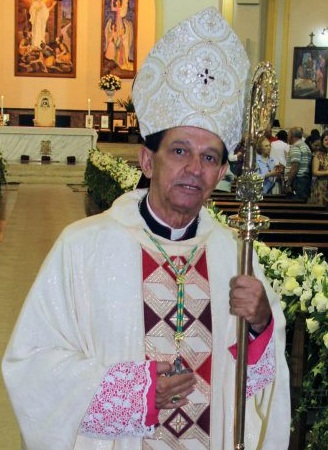
Paulo Sérgio Machado, 2012

Paulo Sérgio Machado (* 22. November 1945 in Patrocínio, Minas Gerais; † 18. Oktober 2024 ebenda) war ein brasilianischer Geistlicher und römisch-katholischer Bischof von São Carlos.

## Leben
Paulo Sérgio Machado empfing am 8. April 1972 die Priesterweihe.
Papst Johannes Paul II. ernannte ihn am 1. Juli 1989 zum Bischof von Ituiutaba. Der Apostolische Nuntius in Brasilien, Erzbischof Carlo Furno, spendete ihm am 24. September desselben Jahres die Bischofsweihe; Mitkonsekratoren waren Benedito de Ulhôa Vieira, Erzbischof von Uberaba, und Jorge Scarso OFMCap, Bischof von Patos de Minas. Sein Wahlspruch lautete: Opus Solidarietatis Pax (lateinisch: Der Friede ist die Frucht der Solidarität). Als Bischof von Patos de Minas gründete er die Wohnungsbaugenossenschaft Coromandel und unterstützte zahlreiche Vorhaben, die armen Familien zugutekamen.
Papst Benedikt XVI. ernannte ihn am 22. November 2006 zum Bischof von São Carlos. Um die Seelsorge zu stärken, schuf er im Bistum São Carlos unter anderem 41 neue Pfarreien. Am 16. Dezember 2015 nahm Papst Franziskus seinen vorzeitigen Rücktritt an.